# Silvio Santos
Silvio Santos OMC, nome artístico de Senor Abravanel (em hebraico:  סניור אברבנאל; Rio de Janeiro, 12 de dezembro de 1930 – São Paulo, 17 de agosto de 2024), foi um apresentador de televisão, empresário, produtor, radialista e cantor brasileiro, conhecido como o "Rei da Televisão Brasileira", além de ser amplamente reconhecido como a maior referência na história da comunicação do país. Iniciou sua carreira de comunicador na rádio, posteriormente chegando a televisão, onde consagrou-se como uma figura central na cultura popular e entretenimento brasileiro por mais de seis décadas, conquistando o carinho do público e a expansão de seus negócios, através da fundação do Grupo Silvio Santos. Ao longo da sua vida, Silvio também esteve envolvido em outras áreas como a música e a política.
Nascido no bairro da Lapa, na região central da cidade do Rio de Janeiro, então capital do Brasil e sede do então Distrito Federal, era filho primogênito de um casal de imigrantes judeus sefarditas vindo em 1924 para o Brasil, Alberto Abravanel e Rebeca Caro. Trabalhando como camelô, vendedor e também na rádio, Silvio estreou na televisão no início da década de 1960 como apresentador do Vamos Brincar de Forca, exibido pela TV Paulista, que posteriormente tornou-se o Programa Silvio Santos, agrupamento de vários programas de auditório e quadros, de enorme sucesso no país. Mais tarde, tornou-se o proprietário do Grupo Silvio Santos, conglomerado que inclui entre suas empresas o Sistema Brasileiro de Televisão (popularmente conhecido por SBT), uma das maiores redes de televisão do Brasil, a Liderança Capitalização (administradora do título Tele Sena), a Jequiti e a TV Alphaville. Seu patrimônio líquido foi estimado em 1,3 bilhão de dólares em 2013, sendo a única celebridade brasileira na lista de bilionários da revista Forbes. Em 2025, as herdeiras de Silvio Santos revelaram que Silvio Santos deixou fortuna de 6,4 bilhões de reais. 
Silvio nunca se aposentou oficialmente, porém afastou-se da televisão em 2022, quando, em setembro, fez sua última gravação como apresentador, exibida no ano seguinte. Em julho de 2024, foi internado com H1N1, tendo recebido alta dois dias depois. Contudo, morreu vítima de broncopneumonia em 17 de agosto de 2024, aos 93 anos, depois de ser internado novamente com a mesma doença. Silvio foi sepultado na manhã de domingo 18 de agosto, no Cemitério Israelita do Butantã, na região Oeste da capital paulista. A cerimônia foi fechada ao público, restrita a amigos e parentes, atendendo a um pedido dele. O corpo foi sepultado pouco antes das nove horas e o enterro durou cerca de vinte minutos, desde a chegada do caixão.
Silvio morreu deixando esposa, seis filhas, catorze netos e quatro bisnetos. Em seu primeiro casamento, com Maria Aparecida Vieira, teve suas duas primeiras filhas, Cintia (mãe do ator Tiago Abravanel) e Silvia. O casal esteve junto até 1977, quando Cidinha — como era popularmente conhecida — morreu em decorrência de um câncer. O comunicador casou-se pela segunda vez com Íris Abravanel em 1981, com quem permaneceu até o final da vida e teve outras quatro filhas, Daniela, Patrícia, Rebeca e Renata. Santos recebeu diversos prêmios e homenagens, incluindo quase trinta troféus Imprensa, dezesseis troféus Internet e dez troféus Roquette Pinto, além de ser agraciado pela Ordem do Mérito das Comunicações e homenageado por blocos carnavalescos.

## Biografia

### Início de vida e família

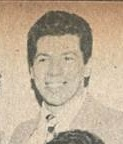
Silvio em 1956

Senor Abravanel nasceu em 12 de dezembro de 1930, na Travessa Bemtevi, no bairro da Lapa, na região central da cidade do Rio de Janeiro, então capital do Brasil e sede do  Distrito Federal. Filho primogênito de um casal de imigrantes vindo em 1924 para o Brasil: Alberto Abravanel (1897–1976), um imigrante judeu sefardita nascido na cidade de Tessalônica (hoje parte da Grécia), e Rebecca Caro (1907–1989) também judia de origem sefardita nascida na cidade de Esmirna (hoje parte da Turquia). Ambos os pais nasceram como súditos do Império Otomano. Silvio possuía outros cinco irmãos: Beatriz (a mais velha), Perla, Sara (Sarita), Leon (Léo) e Henrique (o mais novo). Seus pais estão sepultados no Cemitério Comunal Israelita do Caju, Rio de Janeiro.
A mãe de Senor é quem o chamava de "Silvio", porque era mais fácil de decorar. O sobrenome artístico surgiu quando foi participar do programa de calouros comandado pelo apresentador Jorge Curi e o produtor Mário Ramos, tendo dito momentos antes de entrar no ar: "que todos os santos me ajudem".

### Educação e serviço no Exército Brasileiro
Senor e o irmão Léo frequentaram a Escola Primária Celestino da Silva, na rua do Lavradio, perto de onde moravam (rua Gomes Freire). Terminado o primário, estudaram na Escola Técnica de Comércio Amaro Cavalcanti, no Largo do Machado, onde Senor se formou técnico em contabilidade. O primeiro tipo de produto que começou a comercializar foi capa para título de eleitor (o Brasil entrava numa fase de redemocratização após a ditadura do Estado Novo). Sua voz começou a chamar a atenção e foi chamado para fazer um teste na Rádio Guanabara. Passou em primeiro lugar, mas preferiu voltar a trabalhar como camelô porquê faturava mais.
Em 1948, por causa do serviço militar obrigatório, serviu o Exército Brasileiro na Escola de Paraquedistas, no bairro de Deodoro, na Zona Oeste do Rio de Janeiro, onde se destacou com saltos considerados bons. Silvio Santos e Tony Tornado foram recrutas no mesmo período no Exército.

### Morte
Em 18 de julho de 2024, Silvio foi internado no Hospital Israelita Albert Einstein, na capital paulista, para se recuperar de uma infecção por H1N1; teve alta dois dias depois. Em 1.º de agosto do mesmo ano, voltou a ser hospitalizado, segundo a assessoria de imprensa da emissora, para passar por exames de imagem, ficando internado desde então. Em 17 de agosto de 2024, Silvio morreu em São Paulo, aos 93 anos, por broncopneumonia, causada pela infecção de H1N1. Sua morte foi sucedido de diversos decretos de luto oficial, tanto no município e estado de São Paulo quanto no país. A seu pedido, não houve realização de velório, com enterro seguindo as tradições judaicas restrito apenas a amigos e parentes próximos.

## Carreira

### Décadas de 50–60: Primeiros programas e estreia na televisão

#### Início como comunicador

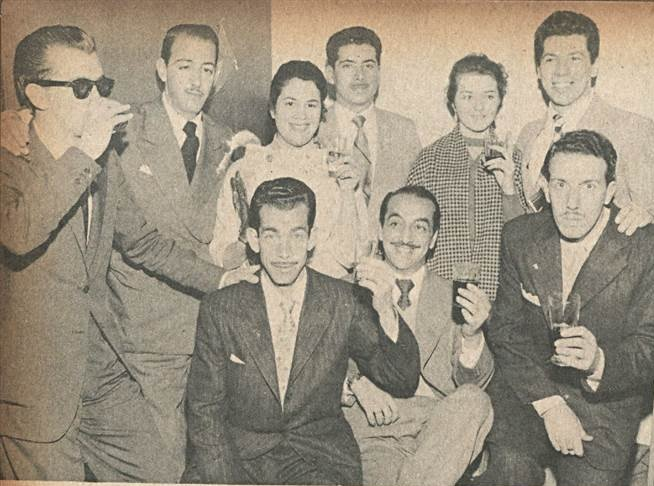
Silvio Santos (à direita) com a equipe da Rádio Nacional de São Paulo

Enquanto seguia no Exército, Silvio Santos voltou para o rádio. Como não atuava como paraquedista aos domingos, passou a trabalhar na Rádio Mauá nesse dia da semana, acompanhando o programa de Silveira Lima. Depois, transferiu-se para a Rádio Tupi. Nessa época, chegou a fazer algumas figurações para a TV Tupi. Também trabalhou na Rádio Continental, de Niterói.
Por trabalhar em Niterói, Silvio era usuário do serviço de barcas do Rio de Janeiro. Ao perceber que podia colocar um sistema de música para animar as viagens, apostou nesse novo tipo de serviço e pediu demissão da Continental. Conseguiu a aparelhagem e criou um serviço que trazia música e propagandas. O sucesso foi tanto que as barcas passaram a ter um bar e um bingo, onde o consumidor comprava um refrigerante e ganhava uma cartela para concorrer a prêmios como jarras e quadros.
Com o êxito no sistema de barcas, Silvio passou a ser o principal cliente da Antarctica na venda de refrigerantes e cervejas. Logo, passou a ser amigo de um dos diretores da empresa. Quando a barca ficou em reparos, Silvio foi convidado a ir para São Paulo. Conseguiu uma vaga na Rádio Nacional de São Paulo e continuou a carreira de empresário, criando uma revista chamada Brincadeiras para Você. Criou também uma caravana para se apresentar aos sábados e domingos em circos e clubes ao lado de outros artistas, que acabou ganhando o nome de "Caravana do Peru que Fala" devido ao apelido dado pelo amigo Manuel de Nóbrega, que fazia brincadeiras com Silvio em seu programa no rádio, deixando-o vermelho. Em 1958, Silvio participou de alguns "teledramas" na TV Paulista.

#### Estreia do Baú da Felicidade

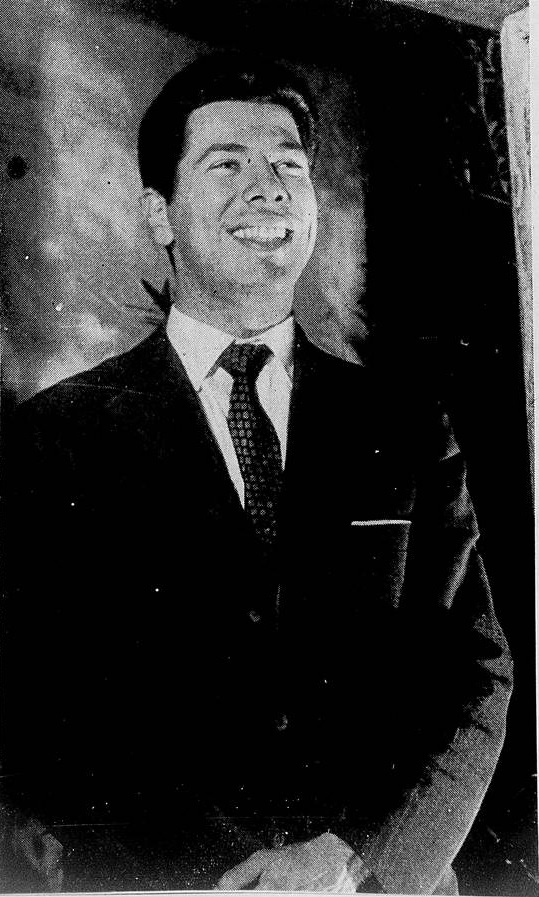
Silvio Santos em 1959

Em 1958, Manuel de Nóbrega administrava junto com um alemão o Baú da Felicidade, que vendia brinquedos a prazo. O radialista contribuía com anúncios na Rádio Nacional, enquanto o sócio tocava a empresa. Entretanto, ele passou a ter dificuldades com a companhia, que não conseguia entregar os baús de brinquedos. Manuel havia sido traído pelo sócio alemão que ficou com o dinheiro.
Silvio assumiu a empresa, atendendo a um pedido de Manuel. Ao conhecer a sede, descobriu que o Baú da Felicidade funcionava numa espécie de "porão" na rua Líbero Badaró. Silvio pediu ao alemão para que fosse embora, e pediu para que Manuel de Nóbrega continuasse a fazer os anúncios na Rádio Nacional.
O negócio passou a crescer sob o comando de Silvio Santos, que mudou a sede da empresa além de conseguir uma parceria com a Estrela na fabricação de 40 mil bonecas. Manuel de Nóbrega deixou a empresa sem jamais ter conhecido a sede (ele mesmo não se considerava um homem de negócios), fazendo com que Silvio assumisse o controle da companhia. O Baú passou a ser base dos programas que Silvio viria a apresentar na televisão. Dessa forma, Silvio manteve o sistema de crediário, mas criou lojas em que as pessoas poderiam trocar os carnês quitados por brinquedos ou eletrodomésticos.

#### Começo e expansão na televisão

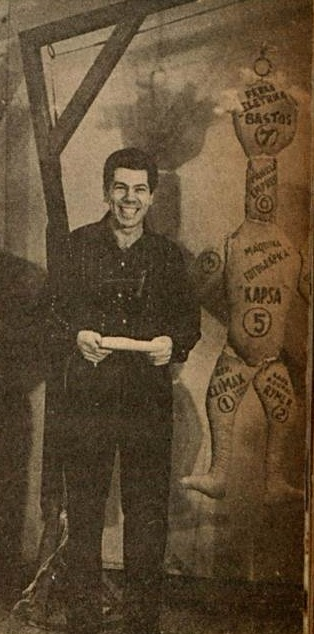
Silvio Santos à frente do Vamos Brincar de Forca, da TV Paulista, em 1960

Silvio ganhou a chance de estrelar seu programa de televisão, adaptando o formato dos shows, espetáculos e sorteios que fazia no circo. Seu primeiro programa, Vamos Brincar de Forca, estreou em 1960 e era transmitido pela TV Paulista canal 5 de São Paulo à noite, tendo obtido um imenso sucesso. Ficou poucos meses nessa faixa de horário, pois a TV Paulista desejava uma programação de variedades nas tardes de domingo, já que a emissora só iniciava a programação por volta das 15h30. Já em 1963, foi lançado o Programa Silvio Santos, sua principal marca. Outras de suas marcas conhecidas também começaram a ser veiculadas nessa época: em dezembro de 1962, entrou no ar o Pra Ganhar É Só Rodar; em 1965, já existia o Festival da Casa Própria, este na TV Tupi.
Na Tupi, apresentava programas às quartas-feiras, incluindo atrações como Festa dos Sinos, Cidade contra Cidade e Silvio Santos Diferente, que foi transferido para a Record em 1976, ficando no ar de março a setembro, quando Silvio parou temporariamente de fazer programas à noite.

Em 1966, a TV Paulista se transformou na TV Globo São Paulo, e Silvio assinou um contrato de cinco anos com os novos proprietários. Atingiu a liderança de audiência ao vencer o programa Jovem Guarda, de Roberto Carlos, na Record.

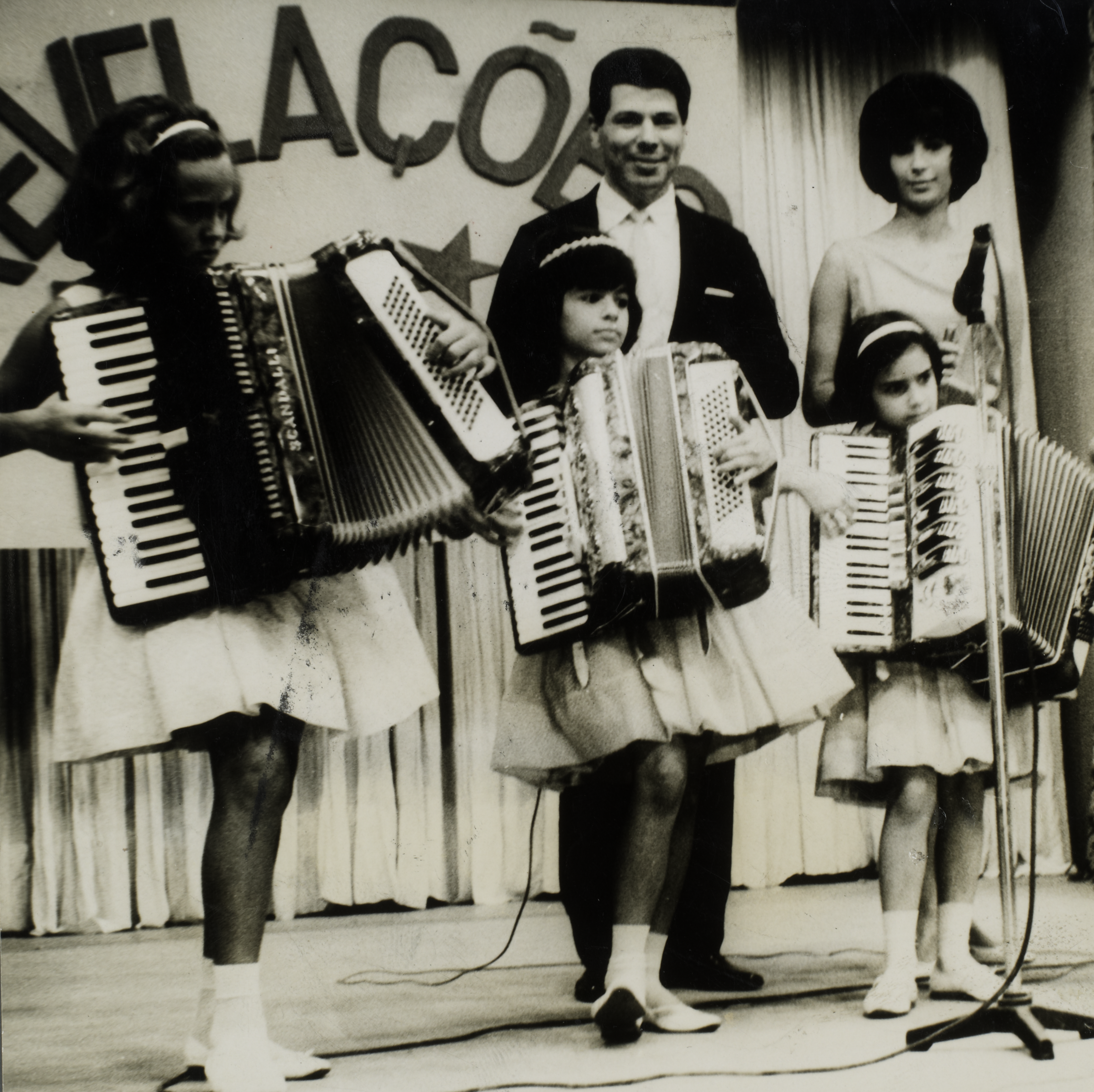
Silvio Santos no programa infantil "Revelações" da TV-Rio, 1964

Na medida em que aumentava o sucesso do Programa Silvio Santos, Silvio tinha ótimos resultados financeiros. Realizava sorteios de carros, móveis e eletrodomésticos, o que motivou a expansão dos negócios através da loja de móveis Tamakavy e a concessionária de veículos Vimave.
Quase tudo o que sei sobre o público, aprendi com um domador de circo. O público é como um leão, se você tiver medo, ele te devora!— Silvio Santos, em entrevista para reportagem da Revista Veja, em 1969.
Em 1969, a Globo passou a exibir o Programa Silvio Santos em rede para o Rio de Janeiro, naquela altura líder absoluto de audiência. Antes, Silvio já havia feito uma experiência na televisão carioca pela TV Rio, em 1964, à frente do Revelações Kibon.
O Programa Silvio Santos começou a apresentar, em 1971, o Troféu Imprensa, premiação criada pelo jornalista Plácido Manaia Nunes. Em 1974, inaugurou a Studios Silvio Santos Cinema e Televisão Ltda, que passou a ser a base da produção de seus programas, além da produção de comerciais de TV e coberturas jornalísticas. A empresa funcionava na sede da antiga TV Excelsior.

### Décadas de 70–80: TVS e Sistema Brasileiro de Televisão

#### Fundação da TVS Rio de Janeiro

Tony Tornado e Silvio Santos nos anos 1970

No início dos anos 1970, Boni e Walter Clark, diretores da TV Globo, promoveram reformas no padrão de qualidade da emissora, investindo em filmes, esporte, jornalismo e novelas e acabando com os programas independentes. Para os executivos, o programa de Silvio Santos destoava da grade de programação.
O apresentador quase saiu da emissora em 1972, mas Roberto Marinho o convenceu a ficar, renovando o contrato por mais quatro anos. Silvio buscava uma concessão de televisão, mas o contrato com a Globo o impedia de ser sócio de uma outra emissora de TV. Até que Dermerval Gonçalves, empresário e amigo próximo de Silvio, procurou o empresário Joaquim Cintra Godinho, para que pudesse emprestar o nome na compra das ações da TV Record até que Silvio encerrasse o vínculo com a Globo. O negócio foi feito, e Cintra Godinho manteve esse segredo até o último instante. Tudo isso foi necessário para que Silvio não ficasse fora do ar em São Paulo.
A primeira etapa para conseguir um canal próprio de televisão seria no Rio de Janeiro, após a abertura de concorrência pelo canal 11. A intenção de Silvio em ter o canal recebeu o apoio de artistas do Brasil inteiro. Até mesmo Carlos Imperial, então crítico de seus programas, manifestou apoio a Silvio Santos.

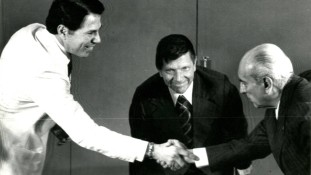
Silvio Santos, Euclides Quandt de Oliveira (então Ministro da Comunicação) e Manuel de Nóbrega durante reunião em 1975, ano em que o apresentador foi autorizado a ter televisão própria

No dia 22 de dezembro de 1975, o presidente Ernesto Geisel e o ministro Quandt de Oliveira assinaram o decreto 76.488, outorgando a frequência para Silvio Santos. A oficialização da concessão aconteceu em Brasília, com a presença de Silvio e de Manuel de Nóbrega, que relembraram o início da amizade em São Paulo. Silvio pretendia que Manuel fosse diretor-superintendente do novo canal, mas o amigo estava em tratamento de um câncer e morreu no dia 17 de março de 1976 sem ver a estação ser inaugurada.
O primeiro desafio de Silvio Santos era colocar o canal no ar em pouco tempo. Silvio comprou equipamentos nos Estados Unidos, mas viu nos jornais que haveria um leilão da massa falida da TV Continental. Estando interessado na torre, Silvio arrematou o equipamento. A mídia da época informou que o apresentador havia arrematado sucata, mas foi descoberto que os equipamentos da Continental eram aptos para transmitir a cores. Assim, em 14 de maio de 1976, foi inaugurada a TVS Rio de Janeiro. A programação da emissora era composta por séries e filmes. A partir do dia 1.º de agosto de 1976, uma semana depois de deixar a Globo, o Programa Silvio Santos passou a ser exibido na TVS. O ano de 1976 também foi marcado pela formalização da compra de 50% das ações da TV Record. Assim, o Programa Silvio Santos era transmitido pela Rede Tupi, TVS e Record.
Em 1977, Silvio Santos entrou no mercado das telenovelas, quando seu estúdio produziu a novela O Espantalho, sendo exibida na TVS e na Record.

#### Formação do SBT
Silvio prosseguiu na Rede Tupi, embora já houvesse rumores de que a emissora poderia ser fechada. Em seu último contrato, válido a partir do dia 1.º de fevereiro de 1980, havia uma cláusula que permitia a Silvio migrar para outra rede, sem pagar multa, em caso de excepcional importância. E o fechamento total da Tupi aconteceu no dia 16 de julho de 1980. As emissoras que até então exibiam a Tupi, acabaram migrando para a TVS. Enquanto isso, o governo federal abriu licitação para os canais cassados da Tupi e as emissoras que estavam desativadas - o canal 9 de São Paulo, da Excelsior, e o canal 9 do Rio, da Continental. Começou uma batalha política para que Silvio pudesse ser o concessionário dos canais desativados - entre os concorrentes estavam empresas como a Rádio Jornal do Brasil, Grupo Abril, o Grupo Bloch e a rede de rádios do empresário Paulo Abreu. Silvio pediu para o IBOPE fazer uma pesquisa para perguntar aos brasileiros sobre quais grupos o governo deveria entregar as concessões de televisão. Os resultados que colocavam o apresentador como grande favorito do público foram publicados nos jornais no dia 26 de outubro de 1980.

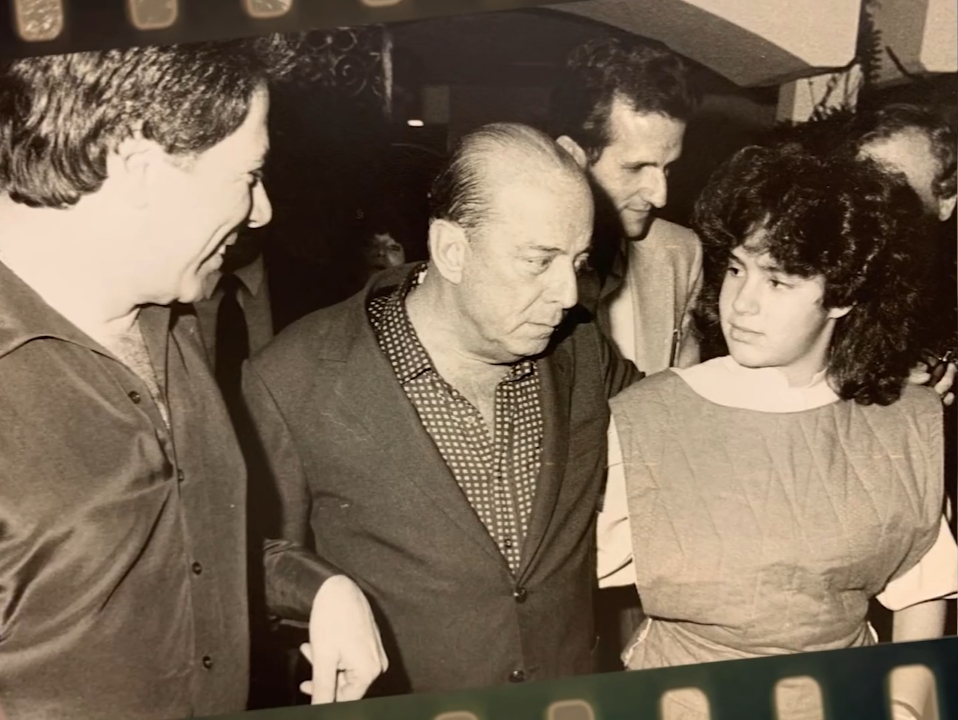
Silvio Santos (esquerda) junto ao então presidente João Figueiredo e sua filha Silvia Abravanel, nos anos 1980

Em 1981, através de um lobby com a primeira-dama Dulce Figueiredo, com quem tinha longas conversas por telefone, Silvio Santos foi um dos vencedores da concorrência pública do governo federal. A outra empresa vencedora foi o Grupo Bloch, que formou a Rede Manchete. O Sindicato dos Radialistas de São Paulo reclamou do resultado da licitação. A entidade afirmou que Silvio estava mais preocupado em vender carnês do Baú da Felicidade e lembrou da situação da emissora do Rio de Janeiro, que exibia "enlatados". Silvio foi o vitorioso pelo canal 4 de São Paulo, a antiga Tupi. O objetivo seguinte foi colocar a nova emissora no ar rapidamente. Foram reaproveitados os ex-funcionários do antigo canal paulistano. A transmissão foi feita a partir da torre da Record com transmissores importados da RCA norte-americana. Outra opção seria alugar os equipamentos da Tupi, mas Silvio temia em ser considerado o sucessor e herdeiro das dívidas da emissora cassada.
No dia 19 de agosto de 1981, às 9h30, entrava no ar a TVS São Paulo que, junto com a TVS Rio de Janeiro, formavam as duas primeiras emissoras do Sistema Brasileiro de Televisão. A primeira transmissão foi justamente a assinatura do contrato de concessão, que teve a presença do ministro das Comunicações, Haroldo Correa de Matos. Depois, foram exibidos os programas O Povo na TV e Bozo, com desenhos como Tom & Jerry, Pica-Pau e Pernalonga. Em seguida, entraram no ar os outros canais outorgados a Silvio Santos. Em 26 de agosto de 1981, entrava no ar a TVS Porto Alegre; e o sinal de Belém chegou no dia 2 de setembro. Silvio também tinha a outorga do canal 9 do Rio de Janeiro, que foi cedido para Paulinho Machado de Carvalho para a transmissão da TV Record do Rio de Janeiro. Posteriormente, se transformaria na TV Corcovado, que acabou vendida a José Carlos Martinez para formar a Rede CNT, sediada em Curitiba.

#### Disputa pela audiência
A popularidade de Silvio Santos fez o novato SBT crescer em audiência e incomodar a líder Rede Globo, inclusive fazendo estratégias nada convencionais para garantir a liderança de público. Em 1987, a emissora adquiriu os direitos da minissérie Pássaros Feridos. Para poder chamar o público para acompanhar a série [a qual o apresentador chamava de "filme", um costume seu da época], Silvio fez o seguinte anúncio em seu programa:

Logo depois da novela da Globo, vocês poderão assistir a um filme sensacional. Não precisa deixar de assistir à novela. Vejam a novela e depois vejam o filme.— Silvio Santos, em agosto de 1985 
A novela em questão era Roque Santeiro, sucesso absoluto de audiência na Globo. A estratégia deu certo: sem a concorrência da novela, Pássaros Feridos obteve 47 pontos de audiência na Grande São Paulo, contra 27 da Globo. A vitória fez a emissora carioca fazer algo impensável: mexer na grade de programação conhecida pela pontualidade. A Globo esticou a exibição do Jornal Nacional e de Roque Santeiro, que terminou às 21h55, em vez das 21h20. O SBT exibiu episódios do desenho A Pantera Cor de Rosa até que a Globo encerrasse a exibição da novela. Dessa forma, Silvio manteve a promessa em exibir a minissérie somente após o término da novela da Globo e voltou a vencer a emissora carioca na audiência.
Entre 1987 e 1988, a programação do SBT foi marcada pelas novas contratações. Chegaram nomes como Hebe Camargo e Carlos Alberto de Nóbrega (filho de Manuel da Nóbrega e que se reconciliara com Silvio Santos após uma década). O departamento de jornalismo foi reforçado e houve a contratação de Jô Soares, vindo da Globo. Para anunciar a chegada do humorista, Silvio interrompeu a exibição do telejornal Noticentro para anunciar "uma reviravolta na televisão brasileira", conforme suas palavras. Jô Soares passou a ser o principal salário da emissora (e o maior da televisão brasileira) e o grande rosto para atrair os anunciantes.
Outro reforço na programação foi com o pacote de filmes. O SBT anunciou a exibição do filme Rambo: Programado para Matar para o dia 17 de agosto de 1988, mas a Globo contra-atacou e marcou a exibição de Rambo II para o mesmo dia. O resultado foi que o SBT transferiu a exibição de seu filme para a semana seguinte.
O SBT programou a exibição de Rambo para o dia 26 de agosto. A Globo exibiu um capítulo duplo da novela Vale Tudo, enquanto a resposta de Silvio Santos foi deixar o SBT com a tela congelada e a mensagem "Não se preocupe, quando terminar a novela da Globo, você vai ver Rambo". A situação permaneceu por 50 minutos, mas deu certo: o SBT venceu a Globo na audiência.

### Décadas de 90–2000: Tele Sena e outros quadros

#### Anos 1990: Tele Sena, Topa Tudo por Dinheiro, Teleton e Show do Milhão
A partir de 1991, Silvio Santos estreou um de seus maiores sucessos: o Topa Tudo por Dinheiro. O programa consistia em brincadeiras com auditório e as câmeras escondidas, onde os atores do programa gravam brincadeiras insólitas com transeuntes. A atração atingiu rapidamente a liderança na audiência, mas chegou a sofrer investigação do Banco Central, pois Silvio jogava notas de dinheiro dobradas como aviões ao público. A acusação de danificação não chegou a ir para a frente.
Outro sucesso veio no mesmo ano, que foi o sorteio da Tele Sena, através da Liderança Capitalização, uma das empresas do Grupo Silvio Santos. O título de capitalização foi um grande sucesso, gerando grandes filas nas agências dos Correios. Em 1993, a modalidade rendia 40 milhões de dólares ao ano para Silvio.
Silvio Santos deu início em 1998 o Teleton, sendo criado junto com Hebe Camargo. Anualmente, o SBT passou a reservar um dia de sua grade para arrecadar doações para a Associação de Assistência à Criança Deficiente (AACD), sendo inspirado em uma iniciativa do comediante Jerry Lewis. O programa recebe atrações musicais e tem a participação de vários artistas, inclusive de emissoras concorrentes.
Em 1999, Silvio Santos estreou Show do Milhão, outro sucesso de audiência. O programa de perguntas e respostas era exibido na faixa da noite e chegou à liderança de público. O auge veio em 2002, quando a Nestlé foi a principal patrocinadora ao investir cerca de R$ 60 milhões em publicidade. O programa voltaria em 2003 e em 2009, mas sem o mesmo êxito.

#### Casa dos Artistas
Em 2001, Silvio Santos ingressou no mercado de reality shows. No dia 28 de outubro daquele ano, entrava no ar a Casa dos Artistas, o primeiro programa de confinamento da história da televisão brasileira. A produção aconteceu de maneira sigilosa, sendo que apenas Silvio e poucos executivos da emissora sabiam sobre a estreia do programa.
Inicialmente, Silvio negociava os direitos do Big Brother, que acabaram indo para a Globo. Silvio estreou por conta própria a Casa dos Artistas, colocando doze personalidades confinadas em uma casa: Bárbara Paz, Supla, Mari Alexandre, Patrícia Coelho, Alexandre Frota, Mateus Carrieri, Taiguara Nazareth, Nana Gouvêa, Núbia Óliver, Marco Mastronelli, Leandro Lehart e Alessandra Scatena, que assinaram um contrato de confidencialidade para que a ideia da atração não vazasse. O público só ficou sabendo do programa no dia da estreia, e a curiosidade rendeu uma vitória do SBT em cima do Fantástico, da Globo. Como a Globo era dona do formato do Big Brother, a emissora chegou a entrar com uma liminar na Justiça, fazendo com que o SBT interrompesse a exibição do programa. O SBT reverteu a decisão e continuou a exibir a atração.
A vitória da primeira edição ficou com Bárbara Paz, até então uma atriz pouco conhecida que foi escalada às pressas após Suzana Alves desistir de entrar no programa faltando três dias para a estreia. O programa rendeu 46 pontos de média em audiência, feito até hoje histórico para o SBT. A Casa dos Artistas ainda teve mais duas edições, mas sem o mesmo êxito.

#### Entrevista àContigo!em 2003
Em julho de 2003, enquanto estava em férias na cidade de Orlando, Flórida, Silvio Santos concedeu uma entrevista à revista Contigo!, revelando que tinha uma doença terminal e que restavam-lhe apenas seis anos de vida. Por isso, Silvio havia vendido o SBT para um consórcio formado por Boni e pela rede mexicana Televisa. Alguns dias mais tarde, Silvio desmentiu suas declarações nos programas Boa Noite, Brasil, apresentado por Gilberto Barros na Rede Bandeirantes, e no Domingo Legal. Disse que respondeu à entrevista em tom de brincadeira diante da insistência do repórter, e que acreditava que a revista notaria sua intenção. No entanto, Contigo! decidiu publicar a matéria transcrevendo ipsis litteris as declarações de Silvio Santos, ao mesmo tempo que punha em dúvida as declarações do entrevistado. Silvio dizia, por exemplo, que estava se locomovendo em cadeira de rodas. A revista mostrou fotos do período que mostram o empresário andando normalmente.

### 2008–24: Retorno, afastamento e últimos anos

#### Retorno do Programa Silvio Santos

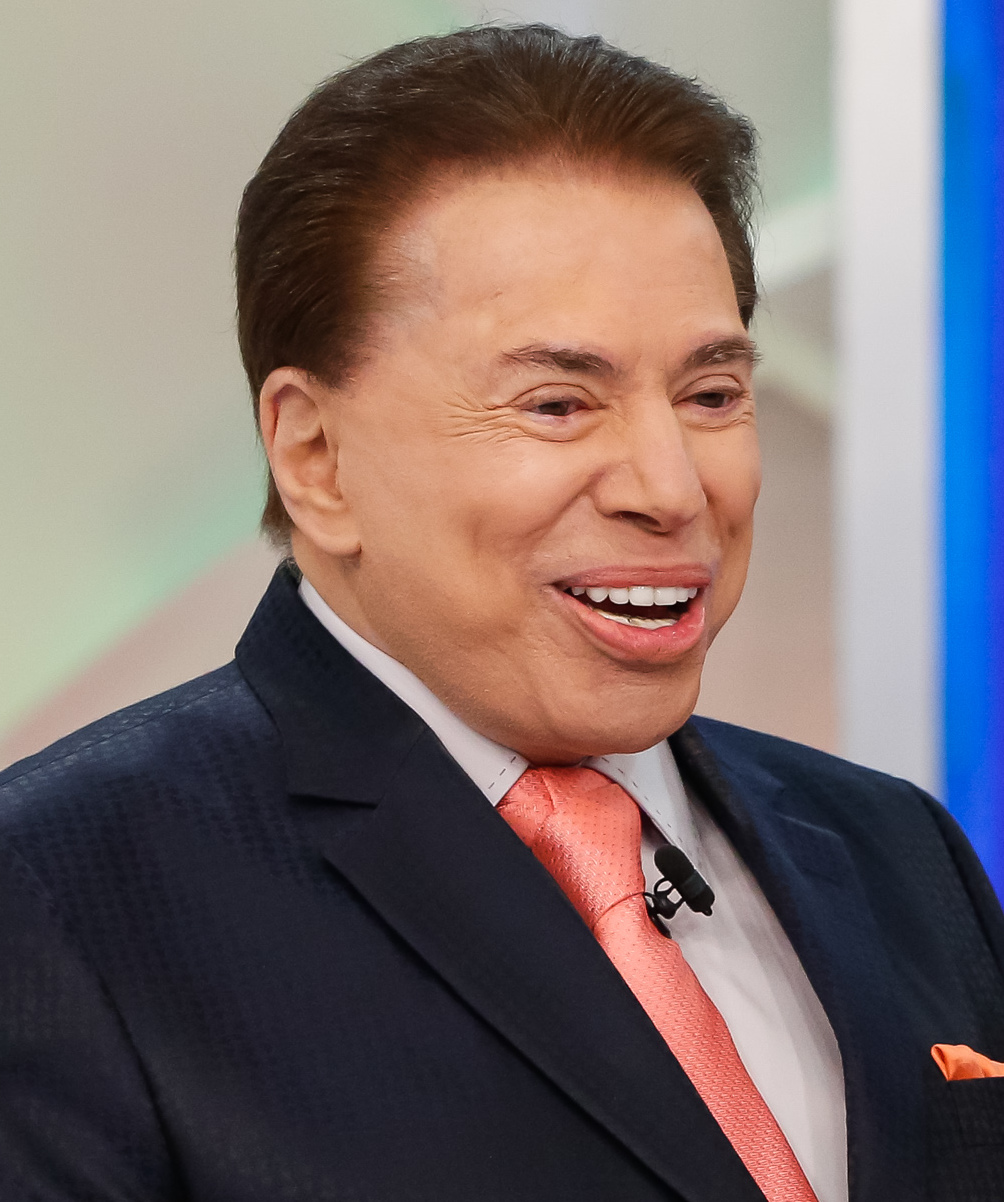
Silvio Santos em janeiro de 2018

Ao longo dos anos 2000, Silvio Santos foi se afastando da programação dominical. Entretanto, ao perceber que sua imagem vende mais do que qualquer um dos apresentadores do SBT, retomou a marca Programa Silvio Santos em junho de 2008, com três horas de atrações. A nova fase de seu tradicional programa passou a abrigar quadros já conhecidos, inclusive o retorno do bordão "Quem quer dinheiro?", imortalizado no Topa Tudo por Dinheiro. O programa contou com gincanas e as câmeras escondidas.
O novo Programa Silvio Santos também ganhou as participações de Maisa Silva, então com seis anos, que ficou conhecidas pelas respostas diretas às perguntas de Silvio.
No dia 30 de novembro de 2011, foi anunciado que Silvio perdeu em última instância o direito de reproduzir "Silvio Santos Vem Aí", jingle que marcou sua carreira na televisão, que só poderia ser reproduzido caso Silvio comprasse os direitos do mesmo, sendo que desde 2001 Silvio já travava um processo contra o compositor musical Archimedes Messina, disputando os direitos autorais. Silvio teve de pagar 5 milhões de reais a Messina como indenização. Como já estava na última instância, não houve possibilidade de recurso. Isso fez com que, em 2012, Silvio Santos abrisse seu programa recorrendo outros temas de sua trajetória, como a do Show de Calouros, É Hora de Brincar e Shalon. No dia 10 de março de 2013, Silvio Santos voltou a cantar o tradicional tema musical de abertura.
Em novembro de 2019, no quadro "Perguntas para o Auditório" de seu programa, Silvio Santos perguntou ao público: "Como se chama o pai de Adolf Hitler?" Como a plateia não soube responder, Silvio Santos instiga: "Como se chama o pai do Adolf Hitler? Ninguém sabe? Ninguém sabe? Adolf Hitler? Heil, Hitler. Heil, Hitler." A saudação feita significa "Salve, Hitler". Em seguida, Silvio Santos entrega 50 reais para uma mulher que respondeu que o pai de Hitler "é o capeta. Acho que é o capeta, é o demônio". O presidente da Federação Israelita do Estado de São Paulo chamou de "uma brincadeira totalmente inapropriada e é um tema com o qual não se brinca".
Em 8 de março de 2022, Silvio Santos e o SBT foram condenados pela Justiça paulista a pagar uma indenização de 50 mil reais a uma menina que, em 2016, participou do quadro "Levanta-te", no Programa Silvio Santos, uma competição onde crianças de 6 a 10 anos de idade cantavam com suas mães. Ao entregar um prêmio no valor de mil reais, Silvio Santos perguntou à garota: "O que você acha melhor, sexo, poder ou dinheiro?". No processo, a mãe da menina classificou o ocorrido como um "vexame". O apresentador e a emissora ainda podem recorrer. O Programa Silvio Santos também realiza o "Miss Infantil", concurso de beleza com crianças que, em 2019, apresentou meninas desfilando em trajes de banho: "Agora, vocês do auditório, que estão com o aparelhinho [de votar], vão ver quem tem as pernas mais bonitas, o colo mais bonito, o rosto mais bonito e o conjunto mais bonito", disse Silvio ao apresentar as garotas. O quadro virou alvo de inquéritos do Ministério Público do Trabalho em São Paulo e da Promotoria de Justiça de Osasco.

#### Crise do Banco PanAmericano
Em 2010, o Grupo Silvio Santos parou nas manchetes porquê o Banco Central identificou um rombo nas contas do Banco PanAmericano. O conglomerado recebeu um aporte de R$ 2,5 bilhões, com recursos obtidos junto ao Fundo Garantidor de Créditos (FGC), tendo os bens do grupo como garantia. Já a Folha de S.Paulo informou que o rombo no banco e na empresa de cartão de crédito do conglomerado passou dos R$ 2,5 bilhões. A instituição só não quebrou porquê o próprio Grupo Silvio Santos se comprometeu em assumir a responsabilidade pelo problema.
A Polícia Federal instaurou um inquérito policial para apurar a eventual prática de crimes contra o Sistema Financeiro Nacional. Em 2011, Silvio Santos anunciou que vendeu o Banco PanAmericano para o BTG Pactual. Com a venda, o Grupo Silvio Santos deixou de ter dívidas com o Fundo Garantidor, afastando a possibilidade de venda do SBT e de outras empresas do grupo.
Em 2018, sete ex-executivos do banco foram condenados por fraude contábil.

#### Afastamento da televisão

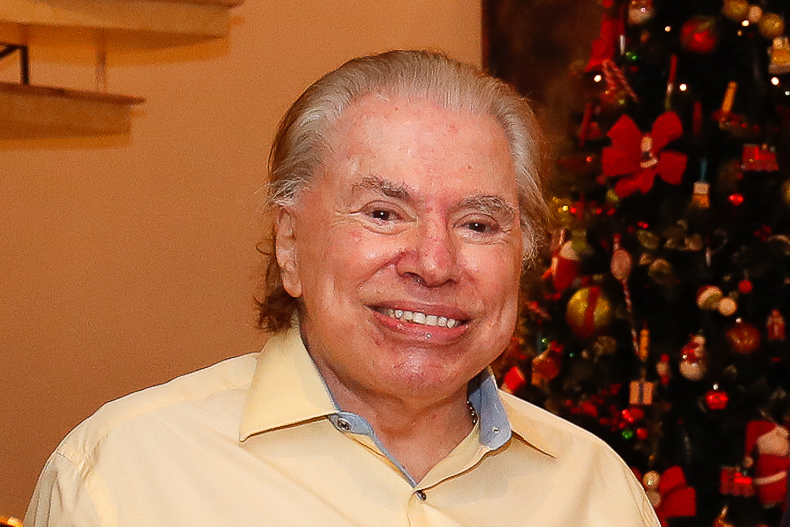
Silvio Santos em 2020

A pandemia de Covid-19 fez Silvio Santos ficar afastado das gravações de seu programa. Em dezembro de 2020, comemorou o seu aniversário de 90 anos em casa, ao lado da família. Em julho de 2021, retomou as gravações do Programa Silvio Santos, mas voltou a ficar longe dos estúdios após ser internado por Covid-19. Seu último programa foi gravado em setembro de 2022 e exibido no dia 26 de fevereiro de 2023.
Desde então, Silvio preferiu ficar afastado da televisão, embora não tenha anunciado oficialmente sua aposentadoria. Em abril de 2023, Daniela Beyruti, filha de Silvio, assumiu a vice-presidência do SBT, ganhando mais poder na gestão da emissora.

## Vida pessoal

### Família
Silvio é descendente direto, na linhagem paterna, de Isaac Abravanel, um estadista judeu português, filósofo, comentador da Bíblia e financista. O nome Senor vem de seu avô Señor Abram Abravanel, morto em 1933.

### Relacionamentos

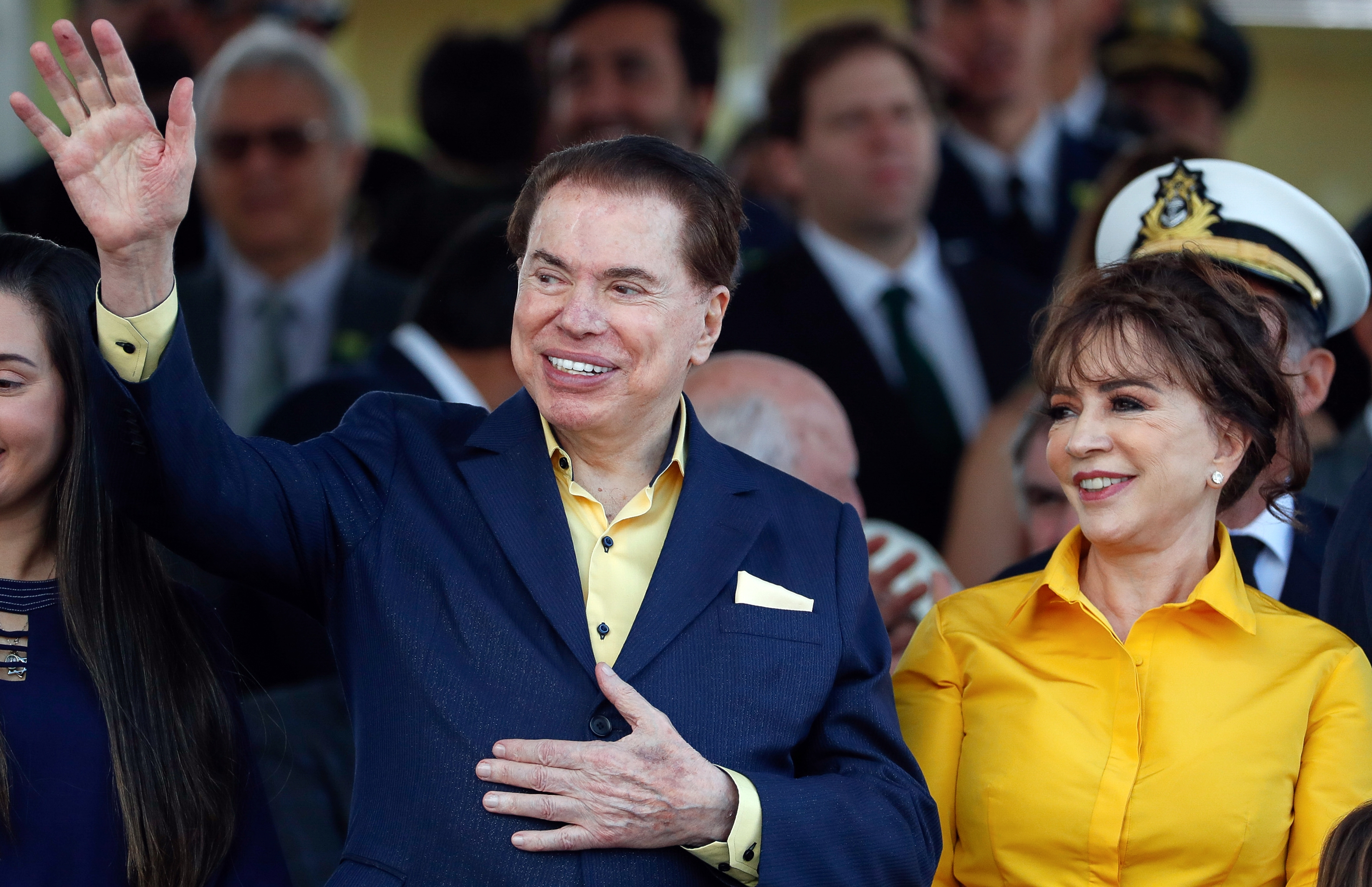
Silvio Santos ao lado de sua última esposa, a escritora de telenovelas Íris Abravanel

O apresentador foi praticamente obrigado a manter discrição sobre sua vida pessoal durante os primeiros anos de carreira na televisão. Isso porquê, na década de 1960, não era interessante que um artista revelasse que era casado, sob o risco de perder o encanto dos fãs. Quando era perguntado se tinha uma mulher ou não, Silvio respondia brincando: "Minhas oito esposas? Vão bem, obrigado".
Nessa época, Silvio já era casado com a telefonista Maria Aparecida "Cidinha" Vieira Abravanel. Eles se conheceram na época em que o apresentador trabalhava na Rádio Nacional e se casaram no dia 15 de março de 1962. A identidade de Cidinha veio ao público oito anos depois, em 1970. Ela era descrita como uma pessoa "reservada", mas de "personalidade marcante" e que não se incomodava com o fato de ficar atrás das câmeras. Nesse relacionamento, Silvio teve sua primeira filha, a diretora Cintia (nascida em 21 de dezembro de 1962), além de adotar Silvia (nascida em 18 de abril de 1971). Na década de 1970, Maria Aparecida foi diagnosticada com câncer estomacal, vindo a falecer em 22 de abril de 1977, após diversos tratamentos.
Seu segundo casamento foi com Íris Pássaro. Os dois eram amigos desde 1975, quando se conheceram no Guarujá. O casamento foi oficializado em 1981, na propriedade do apresentador. O casal teve quatro filhas: Daniela (nascida em 11 de julho de 1976), Patrícia (nascida em 4 de outubro de 1977), Rebeca (nascida em 23 de dezembro de 1980) e Renata (nascida em 29 de março de 1985). Na década de 1990, Silvio e Íris passaram por uma crise no relacionamento. Íris afirmava que o marido tinha muito ciúme, atrapalhando a relação. O casal chegou a se separar em 1992, mas os dois reataram o relacionamento.

### Saúde
Em 1988, Silvio passou por um momento delicado na carreira. O apresentador passou quatro semanas de tratamento médico nos Estados Unidos por causa de um problema nas cordas vocais. Também foi examinado um tumor que tinha na pálpebra, que era benigno. Silvio viajou para Boston e acabou ficando fora do ar nesse período.
Silvio percebeu que precisava de alguém que o sucedesse como apresentador. Por causa disso, trouxe Gugu Liberato de volta ao SBT, já que o apresentador – sucesso no Viva a Noite – havia sido contratado pela Globo. Fez uma proposta considerada irrecusável ao apresentador e depois foi ao Rio de Janeiro conversar com Roberto Marinho, dono da emissora concorrente. A partir daquele ano, Silvio passou a dividir com Gugu a apresentação do Programa Silvio Santos, apresentando segmentos como TV Animal, Passa ou Repassa e Corrida Maluca. O maior sucesso dominical de Gugu foi o Domingo Legal, que permaneceu sob seu comando até 2009, ano em que o apresentador saiu do SBT.
O dia 21 de fevereiro de 1988 ficou marcado pelo retorno de Silvio Santos à tela em uma edição especial do Show de Calouros. O apresentador ficou três horas no ar, ao vivo, e respondeu perguntas do público e dos jurados, desmentindo boatos de que estaria com câncer ou com Aids. Silvio ainda recebeu a homenagem de Hebe Camargo, que lhe entregou o Troféu Imprensa de melhor apresentador de 1986. A apresentadora não conseguiu conter as lágrimas durante a homenagem.

### Sequestro
Em 21 de agosto de 2001, a filha de Silvio Santos, Patrícia Abravanel, foi sequestrada na porta da própria casa, no Jardim Morumbi, em São Paulo. Depois de alguns dias de negociação, o resgate foi pago e Patrícia foi libertada. O sequestrador Fernando Dutra Pinto acabou sendo perseguido pela polícia e matou a tiros dois policiais. Sem ter para onde ir, acabou invadindo a casa de Silvio Santos no dia 30 de agosto, sendo que o apresentador estava na sala de ginástica fazendo exercícios no momento, facilitando o trabalho do sequestrador de manter Silvio e toda sua família como reféns. Silvio convenceu o sequestrador a libertar rapidamente as outras pessoas da família e seguiu em cativeiro em sua própria casa durante sete horas. Fernando só se entregou com a chegada do governador Geraldo Alckmin, que garantiu a integridade do criminoso. Alguns meses depois de preso, no dia 2 de janeiro de 2002, Fernando morreu em consequência de uma infecção generalizada causada por um corte profundo nas costas. Há indícios de que a morte do detento tenha sido causada por maus tratos e negligência médica.

## Atividades paralelas
Silvio Santos foi radialista da sua mocidade até a década de 1980, abandonando paulatinamente essa carreira em função da profissão de apresentador.

### Discografia
Durante muitos anos, Silvio Santos gravou marchinhas carnavalescas. Fez sucesso destacável com Coração Corintiano, cuja letra fazia referência à cirurgia de transplante de coração, técnica introduzida no Brasil pelo pioneiro Dr. Zerbini. Outra marchinha que teve grande repercussão foi A Pipa do Vovô, que aborda com humor a impotência sexual masculina. Essas composições passaram a ser reprisadas ao longo dos anos pelo SBT, durante o período de Carnaval. Ao longo da carreira, Silvio Santos gravou 135 músicas, distribuídas em quatro álbuns: Silvio Santos e Suas Colegas de Trabalho, Show de Alegria, 15 Anos de Sucessos Carnavalescos e Silvio Santos. Ele também ficou conhecido por seus jingles marcantes, como "Silvio Santos Vem Aí" (de Archimedes Messina), "É Hora de Brincar" (de Heitor Carillo e Jobá) e "Silvio Santos Chegou" (de Wando).
Na década de 1970, também atuou como locutor, narrando discos de histórias infantis criadas por Ely Barbosa, intituladas Silvio Santos para as Crianças. Esses discos foram posteriormente relançados em CD, obtendo sucesso entre o público infantil. Em 2005, firmou parceria com a Disney, passando a narrar histórias infantis da empresa, como "O Príncipe e o Mendigo", "O Rei Leão", "101 Dálmatas" e "A Bela e a Fera".
Além das marchinhas, Silvio lançou quatro álbuns de estúdio ao longo de sua trajetória musical. Seu primeiro álbum, Silvio Santos e Suas Colegas de Trabalho, foi lançado em 1974 pela RCA Victor. O disco inclui músicas utilizadas em seu programa de televisão, como "Silvio Santos Vem Aí", além da faixa "Cosa Nostra", na qual homenageia comunicadores radiofônicos da época.
Em 1975, lançou Show de Alegria, também pela RCA, reunindo pot-pourris com canções temáticas de festas populares, como aniversários, festas juninas e Natal.
O terceiro álbum, 15 Anos de Sucessos Carnavalescos, lançado em 1981, compila marchinhas populares interpretadas por Silvio, como "Transplante de Corintiano" e "A Pipa do Vovô".
Em 1994, Silvio lançou o álbum Silvio Santos pela SBT Music, apresentando regravações de sucessos anteriores e novas composições.

### Grupo Silvio Santos

Logo do Grupo Silvio Santos.

O Grupo Silvio Santos, formado por 34 empresas, completou, em 2008, 50 anos de atuação, acumulando cerca de onze mil funcionários e incluindo, entre as mais conhecidas, a Liderança Capitalização (que opera a Tele Sena), o Hotel Jequitimar, a Jequiti Cosméticos, e empreendimentos agropecuários e imobiliários como a Sisan. Em 8 de novembro de 2010, o Grupo Silvio Santos entrou em crise financeira por conta do rombo ocorrido no Banco PanAmericano, também pertencente ao grupo. O prejuízo dado pelo banco somou uma quantia próxima a R$ 2,5 bilhões, o que provocou a necessidade de empréstimo junto ao Fundo Garantidor de Crédito para recuperar o banco. Em razão desse empréstimo, o Grupo Silvio Santos colocou como garantia para pagamento do empréstimo algumas empresas do grupo, incluindo o SBT, a Jequiti Cosméticos e o Baú da Felicidade, agravando a crise em que a emissora entrou a partir de 2007, quando perdeu a vice-liderança para a Rede Record. O prazo para pagamento desse empréstimo seria de 10 anos. Em 1 de fevereiro de 2011, Silvio Santos anunciou a venda do Banco PanAmericano ao BTG Pactual, por 450 milhões de reais. Em 13 de junho do mesmo ano, o Grupo Silvio Santos anunciou a venda da rede "Baú da Felicidade" à Magazine Luiza. A rede desembolsou 83 milhões de reais pelo Baú, em uma operação envolvendo 121 lojas em São Paulo, Minas Gerais e Paraná. Além disso, a Magazine Luiza adiciona 3 milhões de clientes à sua base de cartões.
Silvio Santos foi notório ao investir no ramo da informática durante os anos 2000. Em 2001, lançou Computador do Milhão em parceria com a Microsoft. Em 2000, a Cia do Software lançou o jogo eletrônico Show do Milhão para computador. Em 2001, a TecToy lançou o jogo para Mega Drive. A versão de computador chegou a ter 7 edições, enquanto a de Mega Drive teve apenas duas, com a segunda edição sendo o último jogo lançado para o vídeo game. O CD-ROM do jogo vendeu 100 mil cópias em 2002, sendo possivelmente o maior jogo brasileiro em número de vendas. O jogo foi adaptado para um videogame portátil homônimo pela TecToy. Qual é a Música e Casa dos Artistas também ganharam versão para vídeo game. O SBT também estreou o servidor SBT On Line em 1997, porém o serviço foi descontinuado em 2001 após prejuízo de R$ 40 milhões. Nos anos 2000, também lançou o Relógio Baú da Felicidade, um brinde que foi criado para auxiliar cegos, e dizia as horas com a voz do Silvio. O relógio é da marca Talking e foi relançado em 2021.

## Política

### Candidaturas

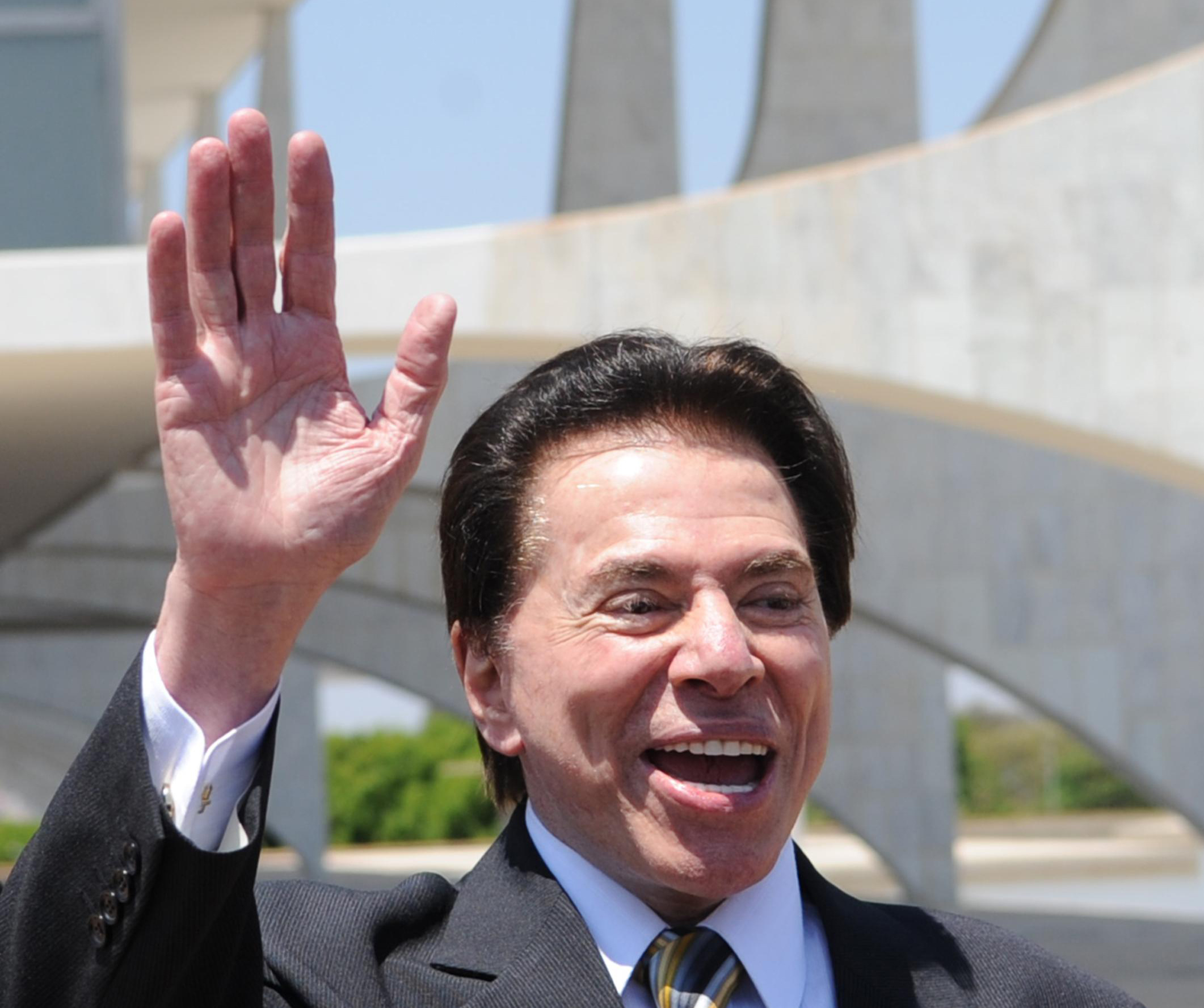
Silvio Santos no Palácio do Planalto, em 2010, após reunião com o então Presidente Lula

Em 1988, Silvio Santos propôs sua candidatura a prefeitura de São Paulo pelo Partido da Frente Liberal (PFL). Considerando seus recentes problemas de saúde, Silvio anunciou sua intenção como forma de retribuir à sociedade todas as suas conquistas como apresentador e homem de negócios. O anúncio foi feito durante um dos quadros do Programa Silvio Santos. O caso foi amplamente divulgado pela imprensa. A candidatura, contudo, não se concretizou. Em 1989, Silvio decidiu concorrer à Presidência da República, mas sem sucesso. Tentou encontrar um partido para se filiar e lançar sua candidatura e ficou com o nanico PMB (Partido Municipalista Brasileiro). Era o primeiro nas pesquisas, estava com folga na liderança. Mas no dia 9 de novembro de 1989, sua candidatura foi cassada. Eduardo Cunha, na época filiado ao PRN, entrou com o pedido no TSE para extinguir o partido e anular a candidatura de Silvio. Cunha alegava que o PMB havia realizado apenas quatro convenções, contrariando o valor estipulado pela lei na época, de nove convenções.Em 2020, Silvio Santos estava filiado ao Democratas (DEM), atual União Brasil (UNIÃO), de acordo com o TSE.

### Relações políticas
Desde os últimos anos da ditadura militar no Brasil, quando obteve suas concessões de televisão, Silvio buscou ter boas relações com todos os presidentes brasileiros. Silvio se definia como um "apolítico" e sempre buscava ficar próximo do mandatário vigente, não importando a sua origem ideológica. O apresentador dizia que era um "office boy do patrão, que, no caso, é o governo". A partir do governo João Figueiredo era exibido dentro do Programa Silvio Santos o quadro A Semana do Presidente, um curto boletim sobre os compromissos do presidente da República. O programete foi exibido até o governo Fernando Henrique Cardoso.
Em 1985, o então presidente José Sarney apoiou a instalação do SBT Brasília, contrariando o objetivo do ministro das Comunicações da época, Antônio Carlos Magalhães, em rever as concessões de televisão outorgadas a partir de 1984. Na época, a afiliada ainda estava em fase de implantação, e o presidente queria evitar o monopólio da Globo. Em 1993, Silvio Santos foi admitido pelo presidente Itamar Franco à Ordem do Mérito Militar no grau de Comendador especial.

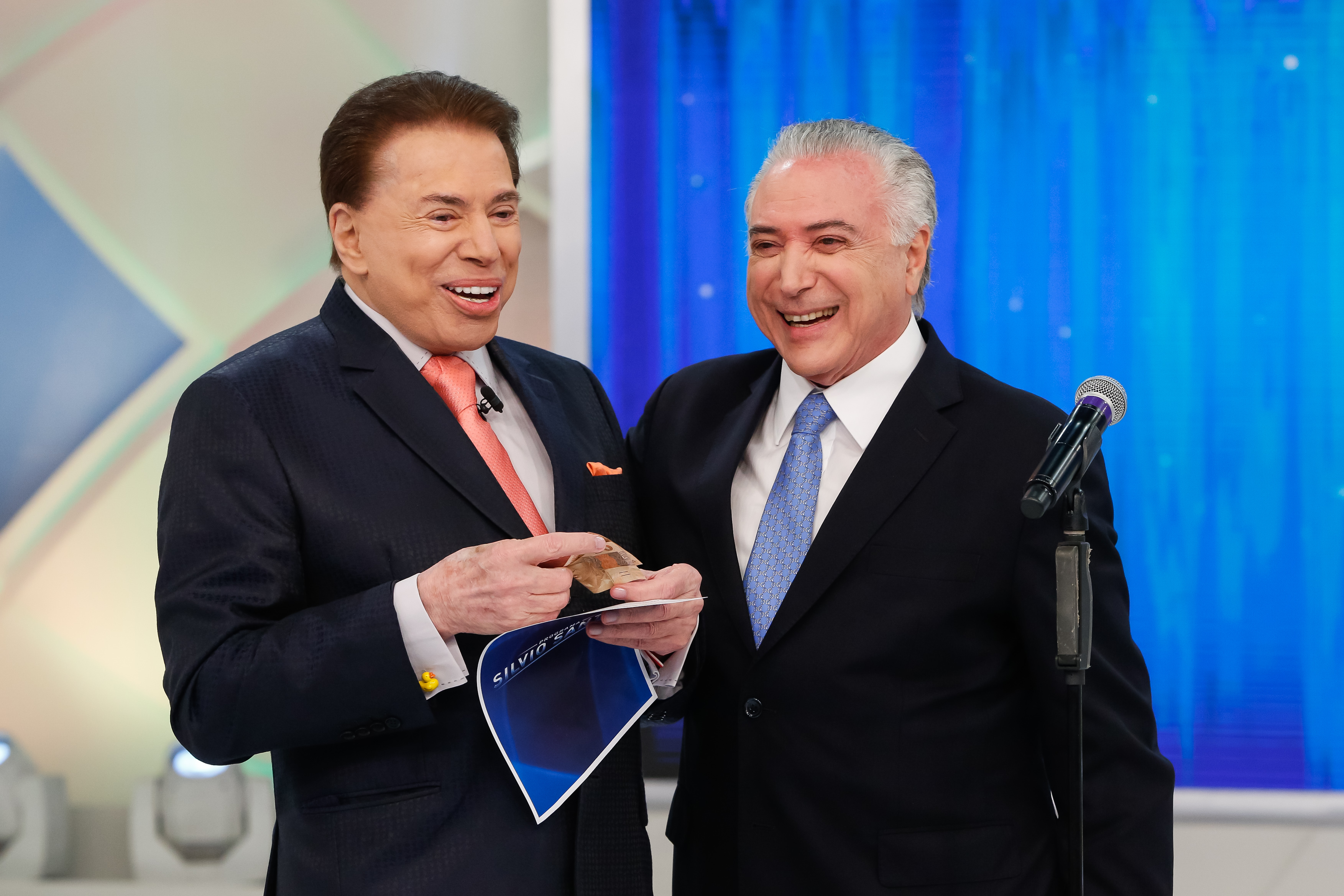
Silvio Santos e Michel Temer em 2018

Na ocasião da inauguração do CDT Anhanguera, em 1996, o então presidente Fernando Henrique Cardoso encontrou-se com Silvio para visitar as obras do novo centro de produção do SBT. Na época em que era ministro, em 1994, FHC foi ao programa de Silvio para explicar sobre o Plano Real.
Durante o governo Luiz Inácio Lula da Silva, Silvio foi até o Planalto em 2010 para falar sobre o Teleton. Em 2016, no governo Dilma Rousseff, a presidente atribuiu a Ordem do Mérito das Comunicações para Silvio. Em 2018, Michel Temer foi até o Programa Silvio Santos para falar sobre a Reforma da Previdência.

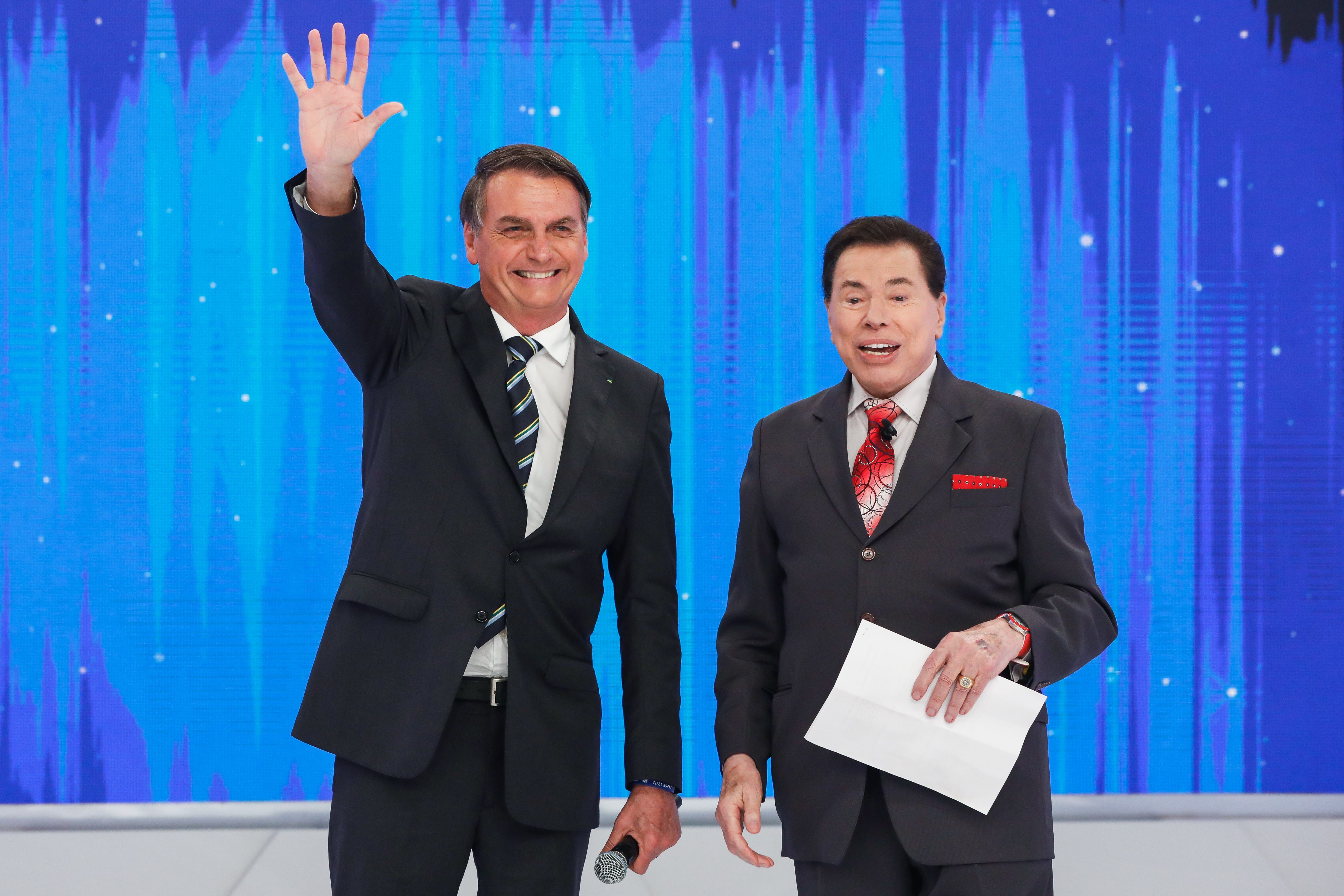
Jair Bolsonaro durante entrevista ao apresentador Silvio Santos

No governo de Jair Bolsonaro, Silvio Santos voltou a fazer a analogia de que o governo era seu "patrão". O apresentador afirmou jamais se colocaria contra qualquer decisão do meu 'patrão' [Bolsonaro] que é o dono da minha concessão. Houve também um aumento da entrada de dinheiro público no SBT e outras emissoras nas quais os donos apareceram ao lado de Jair Bolsonaro. Antes do governo Bolsonaro, era gasto mais dinheiro com propaganda nas emissoras a partir da audiência das mesmas, mas o método foi cancelado sem motivo. Tal fato entrou na análise do Repórteres Sem Fronteiras, que passou a reportar os ataques de Bolsonaro direcionados à imprensa.
No dia 23 de maio de 2020, Silvio Santos cancelou a edição do jornal SBT Brasil daquele dia, que havia noticiado o vídeo da reunião ministerial de 22 de abril do Governo Bolsonaro, e a substituiu por uma reprise do programa Triturando. Jair Bolsonaro foi ao Programa Silvio Santos em 2019, onde também foi abordada a Reforma da Previdência.

## Imagem pública
Silvio Santos consolidou-se como uma das figuras mais emblemáticas da televisão brasileira, reconhecido por sua presença carismática e estilo comunicativo singular. Ao longo de mais de seis décadas de carreira, tornou-se um ícone cultural, sendo frequentemente comparado a personalidades como Pelé em termos de popularidade e influência nacional.
Uma das características distintivas de sua apresentação era o uso de um microfone preso à gravata, que se tornou uma marca registrada durante grande parte de sua carreira. Em 2014, Silvio optou por substituir esse equipamento por um microfone de cabeça, alegando questões técnicas relacionadas ao retorno de som no palco. Na ocasião, brincou com a mudança, dizendo que "com esse microfone me chamam de 'Silvio Madonna' na internet".
Em 12 de dezembro de 2023, por ocasião de seu 93.º aniversário, Silvio Santos fez uma rara aparição pública ao receber uma homenagem de fãs em frente à sua residência, no bairro do Morumbi, em São Paulo. A celebração incluiu músicas que marcaram sua carreira e um bolo de aniversário. Durante o encontro, o apresentador expressou gratidão pela surpresa, afirmando:

“Muito grato com esse presente dos fãs. A ideia é sensacional e me dá um gás para voltar”
A última aparição pública registrada de Silvio Santos ocorreu em 20 de maio de 2024, quando foi visto em companhia de seu cabeleireiro de longa data, Jassa Santos, com quem mantinha uma amizade de mais de 40 anos. Durante a visita, Silvio cortou e pintou os cabelos e interagiu com os presentes. O jornalista Milton Neves, que o encontrou no local, relatou que Silvio estava lúcido e até lhe deu conselhos sobre como lidar com a depressão.

## Referências na cultura popular

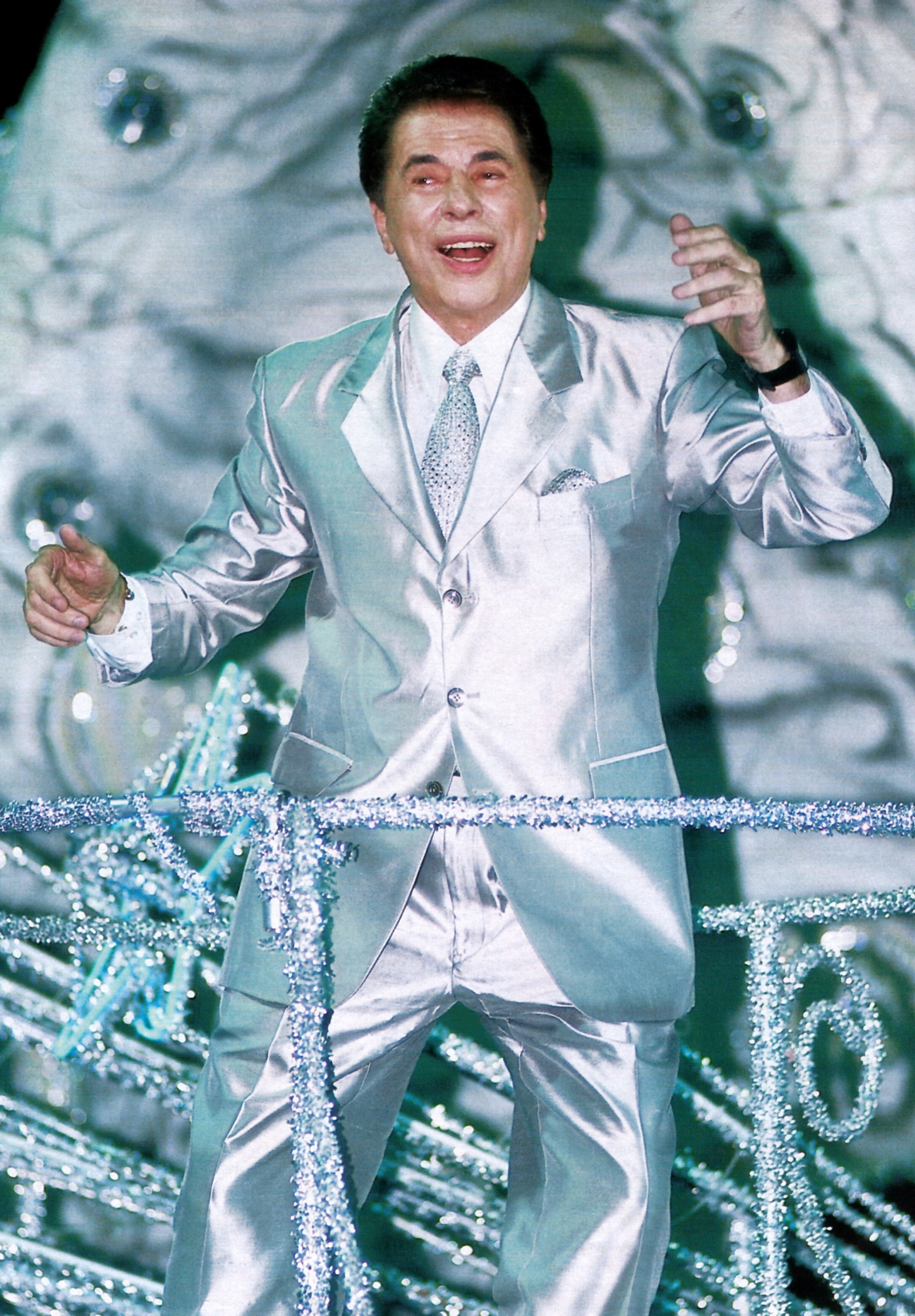
Silvio Santos em desfile da escola de samba Tradição no Carnaval do Rio de Janeiro de 2001

### Livros

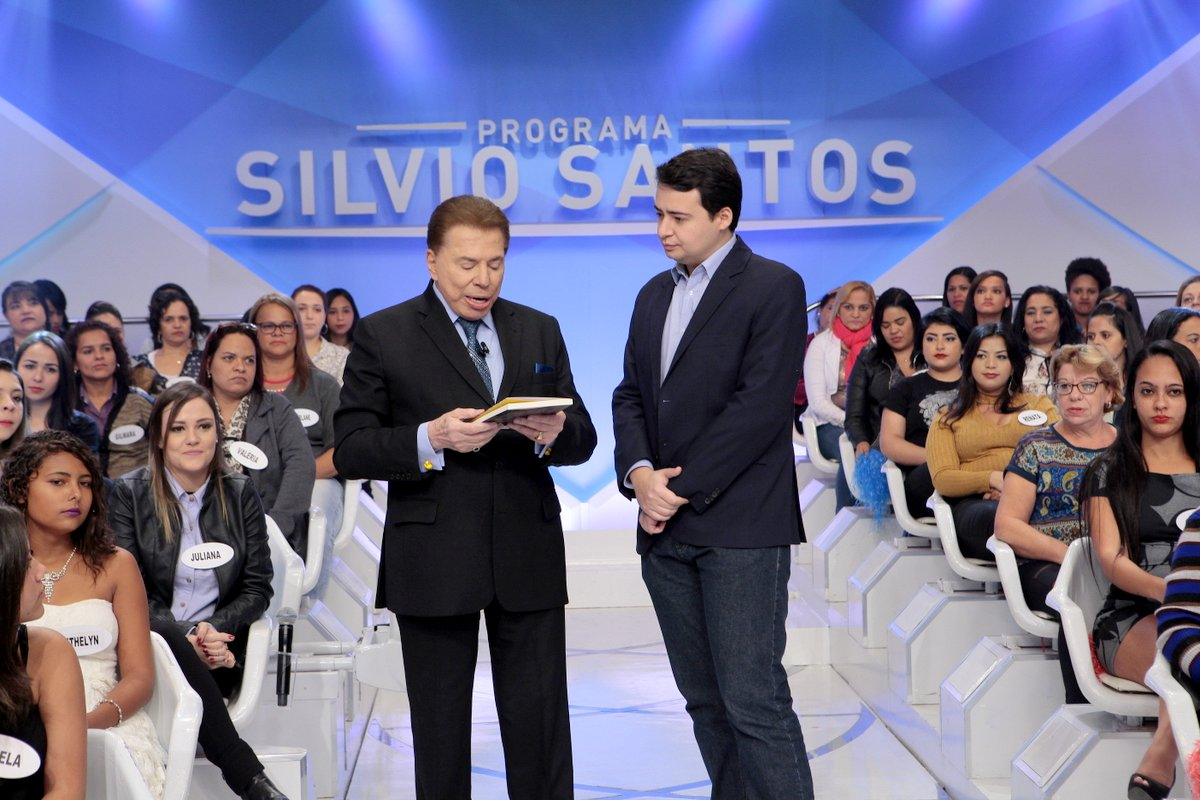
Silvio Santos recebeu Fernando Morgado em seu programa